# إد درويت
إدوارد جيمس «إد» درويت (Edward james "Ed" Drewett)  هو مغني وكاتب أغاني بريطاني من مواليد 1 أبريل 1988 ، يعرف بتعامله في كتابة الأغاني مع عدد من المغنين المعروفين أمثال ذا وونتيد وأولي مورس وون دايركشن.

## روابط خارجية
- إد درويت على موقع ميوزك برينز (الإنجليزية)
- إد درويت على موقع أول ميوزيك (الإنجليزية)
- إد درويت على موقع ديسكوغز (الإنجليزية)